# CarmioOro NGC
CarmioOro NGC ist ein ehemaliges  Radsportteam mit britischer Lizenz.
Die Mannschaft wurde 2008 unter dem Namen A-Style Somn als Continental Team gegründet und fuhr mit einer zypriotischen Lizenz. 2009 fuhren sie unter dem Namen CarmioOro-A Style mit italienischer Lizenz. Im Jahr 2010 fuhr die Mannschaft unter dem Namen CarmioOro NGC mit britischer Lizenz als Professional Continental Team. Manager war der ehemalige Profi Lorenzo Di Silvestro, der von den Sportlichen Leitern Roberto Pelliconi und Roberto Miodini unterstützt wurde. Ende der Saison 2010 wurde das Team aufgelöst.

## Saison 2010

### Erfolge in der UCI Europe Tour
Bei den Rennen der UCI Europe Tour im Jahr 2010 gelangen dem Team nachstehende Erfolge.
| Datum         | Rennen                                        | Kat. | Fahrer                 |
| ------------- | --------------------------------------------- | ---- | ---------------------- |
| 21. Februar   | 1. Etappe Ruta del Sol                        | 2.1  | Sergio Pardilla        |
| 25. Februar   | 5. Etappe Ruta del Sol                        | 2.1  | Francisco José Ventoso |
| 8. April      | Grand Prix Pino Cerami                        | 1.1  | Jure Kocjan            |
| 1. Mai        | Gran Premio Industria & Artigianato           | 1.1  | Daniele Ratto          |
| 17. Juni      | 2. Etappe Ster Elektrotoer                    | 2.1  | Francisco José Ventoso |
| 17. Juli      | 2. Etappe Vuelta a la Comunidad de Madrid     | 2.1  | Francisco José Ventoso |
| 18. Juli      | 3. Etappe Vuelta a la Comunidad de Madrid     | 2.1  | Sergio Pardilla        |
| 17.–18. Juli  | Gesamtwertung Vuelta a la Comunidad de Madrid | 2.1  | Sergio Pardilla        |
| 11. September | Paris-Brüssel                                 | 1.HC | Francisco José Ventoso |

### Zugänge – Abgänge
| Zugänge           | Team 2009                          | Abgänge         | Team 2010         |
| ----------------- | ---------------------------------- | --------------- | ----------------- |
| Andrea Tonti      | Fuji-Servetto                      | Maxim Gurow     | Astana            |
| Antonio Quadranti | Betonexpressz 2000-Limonta         | Daniele Colli   | Ceramica Flaminia |
| Raffaele Ferrara  | Ex-Profi (LPR Brakes-Ballan, 2008) | Alexandre Aulas | CR4C Roanne       |
| Paride Grillo     | Dopingsperre                       |                 |                   |
| Enrico Peruffo    | Neoprofi                           |                 |                   |
| Andrea Piechele   | Neoprofi                           |                 |                   |
| Daniele Ratto     | Neoprofi                           |                 |                   |

### Mannschaft
| Name                     | Geburtstag         | Nationalität | Team 2011              |
| ------------------------ | ------------------ | ------------ | ---------------------- |
| Eric Berthou             | 23. Januar 1980    | Frankreich   | Bretagne-Schuller      |
| Laurent Beuret           | 24. Juni 1986      | Schweiz      | Atlas Personal         |
| Raffaele Ferrara         | 3. Oktober 1976    | Italien      |                        |
| Sébastien Fournet-Fayard | 25. April 1985     | Frankreich   | Vérandas Rideau Sarthe |
| Diego Genovesi           | 25. April 1981     | Italien      |                        |
| Paride Grillo            | 23. März 1982      | Italien      |                        |
| Jure Kocjan              | 18. Oktober 1984   | Slowenien    | Team Type 1            |
| Sergio Pardilla          | 16. Januar 1984    | Spanien      | Movistar               |
| Enrico Peruffo           | 1. August 1985     | Italien      | Team Vorarlberg        |
| Andrea Piechele          | 29. Juni 1987      | Italien      | Colnago-CSF Inox       |
| Antonio Quadranti        | 26. August 1980    | Italien      |                        |
| Alessandro Raisoni       | 30. Oktober 1983   | Italien      |                        |
| Aristide Ratti           | 7. Juni 1982       | Italien      | WIT                    |
| Daniel Ratto             | 5. Oktober 1989    | Italien      | Geox-TMC               |
| Emanuele Sella           | 9. Januar 1981     | Italien      | Androni Giocattoli     |
| Diego Alejandro Tamayo   | 19. September 1983 | Kolumbien    | WIT                    |
| Fabio Terrenzio          | 12. September 1985 | Italien      |                        |
| Francesco Tizza          | 24. Februar 1981   | Italien      |                        |
| Andrea Tonti             | 16. Februar 1976   | Italien      | Karriereende           |
| Francisco José Ventoso   | 6. Mai 1982        | Spanien      | Movistar               |
| Stagiaires               | Stagiaires         | Nationalität | Nationalität           |
| Luciano Barindelli       | Luciano Barindelli | Italien      |                        |
| Manuele Boaro            | Manuele Boaro      | Italien      | Saxo Bank SunGard      |
| Mirko Tedeschi           | Mirko Tedeschi     | Italien      | Viris Vigevano         |

## Platzierungen in UCI-Ranglisten
UCI Asia Tour
| Saison | Mannschaftswertung | Fahrerwertung               |
| ------ | ------------------ | --------------------------- |
| 2008   | 41.                | Maxim Gurow (145.)          |
| 2009   | 10.                | Jure Kocjan (16.)           |
| 2010   | 8.                 | Francisco José Ventoso (8.) |

UCI Europe Tour
| Saison | Mannschaftswertung | Fahrerwertung                |
| ------ | ------------------ | ---------------------------- |
| 2008   | 71.                | Maxim Gurow (204.)           |
| 2009   | 19.                | Francisco José Ventoso (13.) |
| 2010   | 5.                 | Sergio Pardilla (8.)         |